# Strada nazionale 28 del Lago di Como e dello Spluga
La strada nazionale 28 del Lago di Como e dello Spluga era una strada nazionale del Regno d'Italia, che congiungeva Milano alla Svizzera, costeggiando la sponda orientale del lago di Como e passando per il passo dello Spluga
Venne istituita nel 1923 con il percorso "Milano - Lecco - Colico - Chiavenna - Spluga - Confine svizzero".
Nel 1928, in seguito all'istituzione dell'Azienda Autonoma Statale della Strada (AASS) e alla contemporanea ridefinizione della rete stradale nazionale, il suo tracciato costituì per intero la strada statale 36 del Lago di Como e dello Spluga.